# Agenore Fabbri

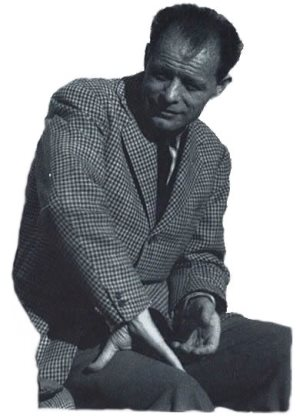
Agenore Fabbri

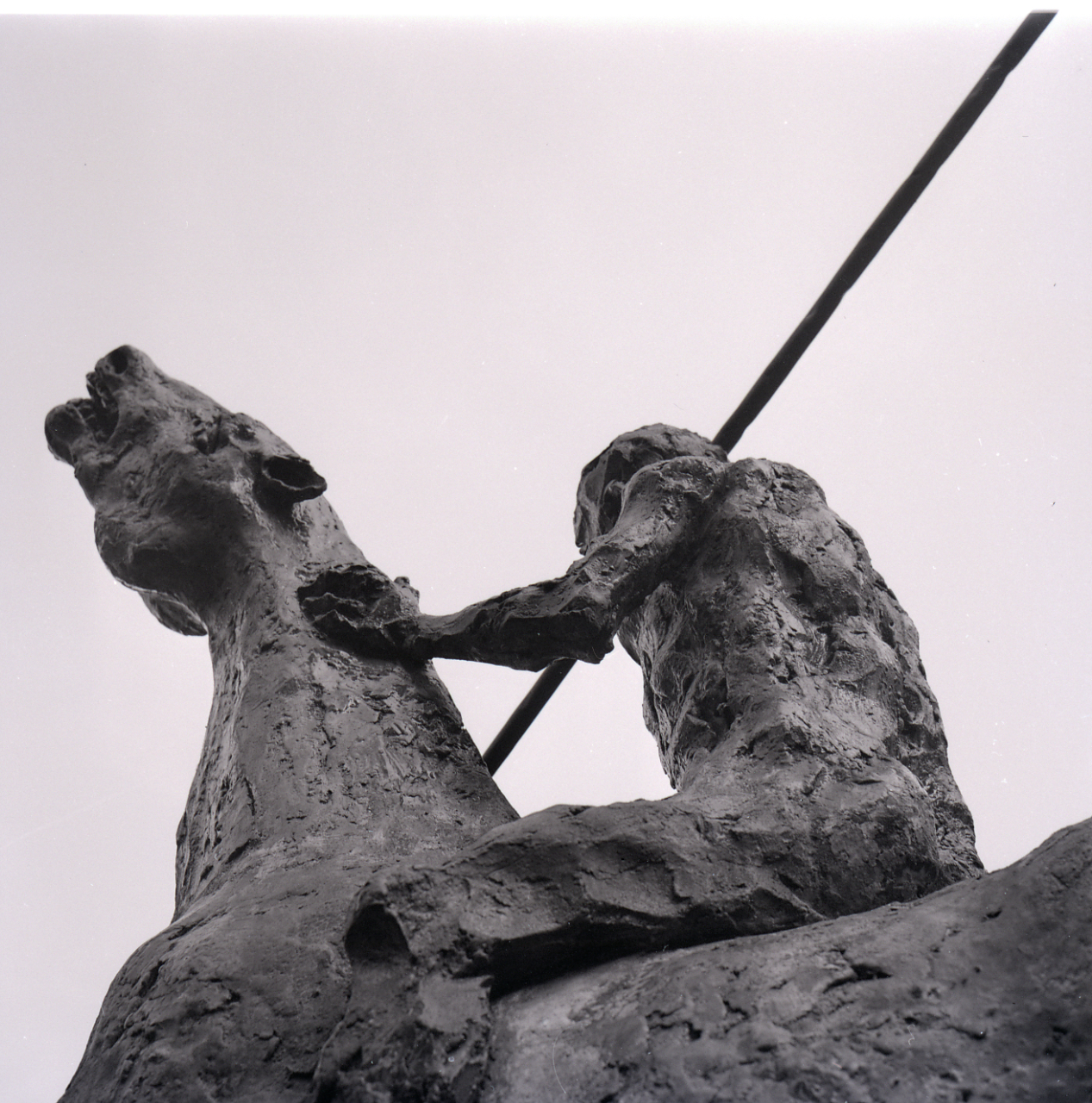
„Caccia al cinghiale“ von Agenore Fabbri

Agenore Fabbri (* 20. Mai 1911 in Pistoia; † 7. November 1998 in Savona) war ein italienischer Bildhauer und Maler.

## Leben
Ab dem zwölften Lebensjahr besuchte Agenore Fabbri die Scuola d’Arti e Mestieri in Pistoia. Anschließend schrieb er sich an der Akademie der Bildenden Künste in Florenz ein. Dort frequentiert er das Künstlercafé Caffè Le Giubbe Rosse (Treffpunkt der intellektuellen Gruppe „Ermetici“ (Eugenio Montale, Carlo Bo und andere)). Er hatte Kontakt mit den Malern Ottone Rosai und dem Poeten Mario Luzi.
Er brach aus finanziellen Gründen sein Studium vorzeitig ab und ging 1932 nach Albisola (Savona), wo er in der Keramikfabrik „La Fiamma“ (die Flamme) als Arbeiter begann und später als Modellierer arbeitete. In seiner Freizeit begann er als freier Künstler und es entstanden seine ersten Terrakotta-Skulpturen und in der zweiten Hälfte der 1930er auch solche in Bronze. Seine Arbeiten haben das Thema „Mensch und Tier“ mit einem expressionistischen Ausdruck. In diesen Jahren begegnete er den wichtigsten Vertretern des zweiten Futurismus in Albisola und lernte den Bildhauer Arturo Martini kennen, der ihm seine Anerkennung aussprach und ihn ermutigte, auf seinem Weg fortzuschreiten. Es begann seine lebenslange Freundschaft mit Lucio Fontana, sie arbeiteten gemeinsam in der Keramikfabrik Mazzotti und unternahmen viele Reisen gemeinsam.
1937 stellte er erstmals ein Werk im Nationalmuseum von Neapel aus. Seine erste Einzelausstellung war 1941 in der Mailänder Galerie Gian Ferrari. Durch den Wehrdienst wurde seine künstlerische Arbeit in den folgenden Jahren eingeschränkt.
1946 zog er nach Mailand und in den Sommermonaten lebte er in Albisola, wo seine Keramik- und Terrakotta-Arbeiten entstanden. (In diesen Nachkriegsjahren wurde Albisola ein internationaler wichtiger Künstlerort, es arbeiteten dort in den Keramikfabriken Marino Marini, Giacomo Manzù, aus der Künstlergruppe CoBrA Karel Appel, Guillaume Corneille und Asger Jorn, fernerhin lebten in Albisola Wifredo Lam und Roberto Matta. In den 1950er-Jahren erschienen hier weitere Künstler wie Giuseppe Capogrossi, Roberto Crippa, Emilio Scanavino und Piero Manzoni.)
1947 hatte Fabbri seine erste Begegnung mit Picasso in Vallauris, zusammen mit Tullio d’Albisola. In diesen Jahren entstanden wichtige Arbeiten wie Donna del popolo („Frau des Volkes“, ein von Picasso vorgeschlagener Titel) und andere Werke in Keramik und Terrakotta.
1956 reiste er in die Volksrepublik China, für mehr als drei Monate mit Antonietta Raphael Mafai, Giulio Turcato, Aligi Sassu u. a. Durch diese Reise wurden seine Arbeiten in den nächsten Jahren stark beeinflusst. In den 1950er und 1960er Jahren kam auch der Durchbruch: Teilnahme an zahlreichen internationalen Veranstaltungen (Antwerpen, Madrid, Zürich, Athen, Den Haag, München, London, Paris, Tokio, Boston, New York City, São Paulo, Mexiko-Stadt, Kairo und andere). Einzelausstellungen in USA fanden statt in New York City und Philadelphia; in Europa u. a. in London, Paris, Stockholm, Rom und Mailand sowie zwei auf der Biennale von Venedig (1952 und 1960). Heute befinden sich seine Werke in zahlreichen Museen in Europa und Übersee.
In den 1980er und 1990er Jahren wurden seine Arbeiten in Retrospektiven und Einzelausstellungen im Wilhelm Lehmbruck Museum (Duisburg); Sprengel Museum (Hannover) Museum Ludwig (Köln), Museum Ostwall (Dortmund) und Triennale (Fellbach) gezeigt.
Am 7. November 1998 starb Agenore Fabbri in Savona an einer Hirnblutung.

## Werke
In den 1930er Jahren entstanden hauptsächlich Arbeiten in Terrakotta und Keramik, Gips und in Wachs mit einem Gipskern, sowie einige Porträts in Bronze, es handelt sich hier Auftragsarbeiten von wohlsituierten Bürgern.
Nach dem Krieg wurde seine Bildhauerei zu einem Ausdrucksinstrument, mit dem er seine persönliche Anklage und seinen Protest gegen alle Formen der Gewalt, der Unterdrückung, der Folter und Tötung bekundete. 1947 begann Fabbri mit einer Serie von Tierskulpturen in farbiger Terrakotta im expressionistischen Stil, sie zeigen Momente des Leidens und auch des Sterbens wie z. B. Cavallo colpito (Verletztes Pferd), Cane ferito (Verletzter Hund), Gatto ferito (Verletzte Katze) oder im tödlichen Kampf zwischen Menschen bzw. Menschen und Tieren z. B. Rissa di uomini (Kampf zwischen Männern), Lottatori (Kämpfer) oder L’uomo e la bestia (Der Mann und die Bestie).
Seine Arbeiten sind erkennbar durch seine Modelliertechnik, die plastische Oberfläche ist zerfurcht, die Figuren sind – ob Mensch oder Tier – kompliziert gewunden, expressiv und konvulsivisch verdreht, seine Geschöpfe wirken ausgemergelt, anämisch und aufgerissen.
In der ersten Hälfte der 1950er Jahre lebte er, wie auch Fontana, von Auftragsarbeiten und zwar Entwürfe für dekorative und praktische Gebrauchskeramik. Er kreierte Haushaltsartikel wie Kaffee und Teeservices, Teller, Vasen, Kerzenhalter, Spiegelrahmen, Kaminverkleidungen und sicherte damit seinen Lebensunterhalt. In diesen Jahren entstanden aber auch seine Hauptwerke – lebensgroße Figuren wie San Sebastiano, Ballerina (Tänzerin), Partigiano morto (Toter Partisan) etc. In der zweiten Hälfte der 1950er Jahre änderte er seinen Stil und Material gänzlich. Es entstanden die atomisierten Tiere und Menschen in Bronze oder Stahl, verbrannte, ausgeglühte und verkohlte Schreckgestalten nach einer atomaren Explosion, mit denen er sich der „Arte nucleare“ angeschlossen hat, um einige Beispiele aufzuzählen Uomo atomizzato (Atomisierter Mensch), Insetto atomizzato (Atomisiertes Insekt).
Ende der 1950er Jahre entstand die Serie mit dem Thema außerirdischer Monster wie Mars oder Mondwesen ebenfalls in Bronze oder Eisen. In der gleichen Zeit begann er mit einer Serie von Holzreliefen, bei denen die Oberflächen partiell aufgebrochen und beschädigt wurden aufgrund eines von hinten kommenden Aufpralls z. B. Lacerazione (Riss), Ferita (Verletzung), Rottura (Bruch). Eine weitere Werkserie entstand, bei der Fabbri informelle Strukturen oder Texturen mit in flüssigem Leim getränkten Tuch auf einer Holzplatte erzeugte, die dann in dem Endzustand aushärten. Ende der 1960er Jahre kehrte Fabbri zur empirisch „richtig“ gesehenen menschlichen Gestalt oder Tier zurück, es entstanden Figuren wie Bellezza ferita (Verwundete Schönheit) oder Cavallo colpito (Verletztes Pferd), wobei als Material Bronze oder Terrakotta benutzt wurde.
1982 vollzog er einen Wechsel von der Bildhauerei zur Malerei, es entstanden farbenreiche Leinwandgemälde in Öl – die Serie Giardini pubblici (Öffentliche Gärten). Ab 1984 benutzte Fabbri in seinen Gemälden Acrylfarben, Sand und Steine und verschiedene Materialien, die er am Strand von Albisola einsammelte, wo sie vom Meer angeschwemmt worden waren. Damit wurde die Malerei immer mehr verdrängt und es entstanden Bildobjekte, in denen sich wieder der Bildhauer zeigte.